# Darina Kárová
Darina Kárová (* 31. července 1951 Skalica) je slovenská dramaturgyně, kulturní manažerka a expertka v oblasti kulturní politiky. Založila a vede asociaci Divadelná Nitra a Mezinárodní festival Divadelná Nitra (od roku 1992).

## Životopis
Narodila se ve Skalici. Dětství a mládí prožila v Praze a Bratislavě. Od roku 1975 žije a pracuje v Nitře. Její matka Oľga Bartošíková (* 1922) je akademická malířka, otec Ľubor Kára (1927–1994) byl výtvarný kritik a sestra Elena Kárová (* 1955) je akademická sochařka. Jejím manželem je lékař Jozef Weber (* 1950).

## Studium
V letech 1969–1974 studovala divadelní vědu na Vysoké škole múzických umění v Bratislavě v ročníku prof. Petra Karvaše, prof. Jána Boora a prof. Zoltána Rampáka.

## Činnost v oblasti dramaturgie
Po absolvování studia teatrologie (druhý název pro divadelní vědy) na Vysoké škole múzických umění v Bratislavě nastoupila v roce 1975 jako dramaturžka do Divadla Andreje Bagara v Nitře (do roku 1979 Krajové divadlo Nitra). Do roku 1994 zde působila interně, později spolupracovala s divadlem externě. Spolupracovala hlavně s Jozefem Bednárikem, Karolem Spišákem, Martinem Kákošem, Romanem Polákem a Ľubomírem Vajdičkou. Je také autorkou dramatizací próz Vlada Bednára, Vincenta Šikuly a Andreje Ferka a překladů her z češtiny a ruštiny. Mezi nejvýznamnější inscenace, na kterých dramaturgicky spolupracovala, patří Dom Bernardy Alby, Titus Andronicus, Zojkin byt, Modrý vták (režie Jozef Bednárik) a Psie srdce (režie Juraj Deák). Jako dramaturžka spolupracovala také se Slovenským národním divadlem.

## Činnost v oblasti kulturní politiky
V letech 1991–1998 byla předsedkyní profesního občanského sdružení Združenie divadelníkov na Slovensku. V letech 1997–1998 byla členkou správního sboru 3. sektoru, vrcholného orgánu společenstva mimovládních organizací Slovenska. V letech 1998–2001 působila jako generální ředitelka sekce umění Ministerstva kultury Slovenské republiky. Od roku 1996 vede občanskou iniciativu Otvorené fórum Zachráňme kultúru a v letech 2004–2007 vedla hnutí Hlas pre kultúru.

## Dramaturgie
Již v průběhu studia na Divadelní fakultě Vysoké školy múzických umění v Bratislavě spolupracovala v roce 1972 na dvou inscenacích s režisérkou Katarínou Schmidovou. První inscenací je slovenské uvedení hry Federica García Lorca Čarokrásná ševcová, druhou nastudování dramatického textu Alexeje Nikolajeviče Arbuzova Táňa. Jako dramaturžka spolupracovala v profesionálních divadlech celkově na 68 inscenacích: na 62 v Krajovém divadle Nitra (od roku 1979 Divadlo Andreje Bagara v Nitře) a na 6 s Činohrou Slovenského národního divadla. Z pozice dramaturžky se velmi často zapojovala do tvořivého procesu jako autorka inscenační úpravy, dramatizace, apod. Je autorkou několika překladů dramatických textů z různých jazyků.

### Spolupráce s Jozefem Bednárikem v Nitře
Působení Dariny Kárové v nitranském divadle je spojené s obdobím, které představuje jeden z nejzásadnějších zlomů v historii divadla (nárůstem kvality inscenací, ale také reputací divadla). Nejde tu pouze o kvalitativní posun souboru, ale hlavně o dobu jeho setrvání. V divadlech, které nebyly v Bratislavě, byl totiž v této době běžný jev, že po několika úspěšných sezónách nastal hromadný odchod členů hereckého souboru nebo odchod režiséra do bratislavských divadel. V tomto ohledu sehrálo klíčovou úlohu zejména to, že dramaturžka Darina Kárová společně s režisérem Jozefem Bednárikem, který do divadla nastoupil původně jako herec, působili v divadle dlouhé roky. Ve spojení s výraznými hereckými osobnostmi, jako Adéla Gáborová, Eva Matejková či Marián Slovák (a mnoho dalších), vznikla v Nitře silná generace, která nitranské divadlo posunula do špičky slovenské (československé) divadelní kultury. 70. léta 20. století jsou proto definována jako „začátek úspěšné etapy, přeměny zájezdového divadla lokálního významu na sebevědomou divadelní instituci, která v 80. letech vzbuzovala nejen celostátní respekt, ale byla také schopná zastat reprezentační úlohu divadelní kultury Československa na zahraničních festivalech s mezinárodním významem“. Za pozornost v tomto ohledu stojí hlavně rozměr dramaturgického záběru Dariny Kárové, která se objevila v profilaci souboru.
V jistém smyslu představovali první linii tvorby inscenace zaměřené na tvorbu pro dětského diváka. Právě nimi totiž dvojice Kárová–Bednárik vzdělávala dětské publikum. Dvojice vytvářela návyk rodin, dětí a mládeže Nitry a brát návštěvu divadla jako přirozenou součást života a zároveň v nich budovali estetické nároky. V tomto kontextu lze poukázat například na dramatizaci čtyř povídek Vincenta Šikuly uvedenou pod názvem Šikuliáda (1982), inscenaci adaptace pohádky Alexandra Sergejeviče Puškina s názvem Pohádka o caru Saltánovi (1983) nebo nastudování symbolistického textu M. Maeterlincka Modrý pták (1988).
Při inscenacích určených dospělému publiku rovněž platí, že Kárová pracovala s texty vycházejícími z různorodých poetik, kultur a společenského ukotvení. Výraznou stopu zanechaly například inscenace málo uváděných Shakespearových her Oko za oko (1977), Perikles (1984), Troilus a Kressida (1988), Zimní pohádka (1989) a hlavně Titus Andronicus (1981) – naposledy jmenována hlavně kvůli výraznému protitotalitnímu poselstvu a kvalitě uměleckého zpracování a také proto, protože šlo o tragédii zřídka inscenovanou v zahraničí. Výjimečnost nitranské inscenace dokazuje fakt, že se o ní píše také v britské encyklopedii World Encyclopedia of Contemporary Theatre, Volume 1: Europe.
Druhou výraznou linií bylo uvádění ruských a sovětských textů. Kromě vzpomenuté Puškinově Pohádce o caru Saltánovi rezonovalo také autorské spojení textů Ivana Alexejeviče Bunina pod názvem 3 x Bunin (1978) nebo dramatizace Bulgakovy novely Psí srdce (1988) a uvedení její divadelní hry Zojčin byt (1984). Nechyběly ani texty slovenských autorů, mezi kterými vyniká inscenace Andreje Ferka Proso (1986). Často se objevovaly také texty německých dramatiků romantického a pozdně romantického období (Maloměšťákova svatba - Bertolt Brecht, 1978; Marie Stuartovna - Friedrich Schiller, 1978; Probuzení jara - Frank Wedekind, 1983; Katynka z Heilbronnu - Heinrich von Kleist, 1988, a i.).
Samostatnou kapitolou, která představuje jeden z hlavních vrcholů spolupráce Dariny Kárové s Jozefem Bednárikem, bylo zpracování hry Federica García Lorca Dům Bernardy Alb (1979). Výjimečná inscenace, která byla nadšeně přijata také na zájezdě v Praze, se stala divadelní událostí československého rozměru. V inscenaci se propojovalo silné společenské poselství a dobový příběh se situací v tehdejším Československu (v náznacích, které nebyly tak očividné, aby tehdejší režim inscenaci zakázal). Krajina, obehnána ostnatým drátem, tehdy prožívala nejvíce beznadějné roky normalizace. Nejvýznamnější inscenace Kárové byly v tomto období bytostně propojeny s režijní tvorbou Jozefa Bednárika: „Charakteristická pro dvojici Bednárik–Kárová byla práce s textem, který nebraly jako mantru... Díky nim se repertoár nitranského divadla zásadně přeměnil na objevný a pozoruhodný koncept s fascinující přitažlivostí a schopností přitáhnout do nitranského hlediště diváky z celého světa“.

### Spolupráce se Slovenským národním divadlem
V letech 1993–1997 působila Kárová jako dramaturžka Činohry Slovenského národního divadla. Byla dramaturžkou několika inscenací, hlavně ve spolupráci s režisérem Pavolem Hasprou. Na linii inscenací pro děti navázala například spoluprací (dramatizace, dramaturgie) na divadelním zpracování v té době známé pohádkové knihy Gianniho Rodari Jasmínek v zemi lhářů (1994). Dramaturgicky spolupracovala také na inscenaci textu Júlia Barči-Ivana Neznámy (1995).

## Kulturní politika
Kárová se angažuje v profesních sdruženích a v sdruženích strategicky podporujících aktivity nestátní kultury. V letech 1998–2001, v průběhu působení ministra Milana Kňažky, byla generální ředitelkou sekce umění Ministerstva kultury Slovenské republiky.

### Združenie divadelníkov na Slovensku
Profesní občanské sdružení bylo založeno v roce 1990. Kárová byla jeho předsednicí v letech 1991–1998. Hlavními činnostmi sdružení byly organizace akcí (semináře, přehlídky, soutěže, festivaly), poskytování servisu divadelním umělcům (zahraniční kontakty, knihovna, videotéka) a hlavně vytváření podmínek pro tvorbu a ochranu divadelního umění (legislativa, ekonomická pravidla podpory divadelního umění).

### Otvorené fórum Zachráňme kultúru
V roce 1996 založila občanskou iniciativu celoslovenského dosahu Otvorené fórum Zachráňme kultúru. V současnosti jsou hlavními aktérkami fóra Darina Kárová a kulturní manažerka, bývalá ředitelka významných kulturních institucí na Slovensku a v Česku, Silvia Hroncová. Cílem iniciativy je vytvořit konstruktivní krizovou platformu z nezávislých odborníků z oblasti kultury a kreativního průmyslu, která bude kontinuálně pracovat na řešení vážné situace v souvislosti se záchrannou nestátních, ale také státních kulturních akcí, projektů, infrastruktury a zejména tvořivého, organizačního a technického potenciálu kultury. První výzvu na záchranu kultury vydalo fórum 21. srpna 1996 a do roku 1998 sehrálo úlohu zakladatele a urychlovače kulturního a politického dění směrem k zásadní politické změně. V modifikované podobě Hlas pre kultúru byla tato platforma aktivní také v době boje proti „privatizaci“ novostavby SND (Slovenské národní divadlo). Jednou z významných iniciativ fóra v souvislosti s pandemií covidu-19 byla výzva a vypracování unikátního materiálu, který obsahuje soubor rychlých krizových opatření pro celý kulturní sektor. Návrh byl 30. března 2020 předložen ministryni kultury Slovenské republiky Natálii Milanové.

### Hlas pre kultúru
Hlas pre kultúru byl jednou ze zásadních občanských iniciativ v oblasti kultury na Slovensku s cílem podporovat diskusi o kultuře a umění na celospolečenské úrovni. Jeho hlavní koordinátorkou byla Darina Kárová. Hlas pre kultúru spojil v letech 2005–2007 experty v oblasti kultury a občany se zájmem o dění v kultuře v diskusi za záchranu a proti „privatizaci“ novostavby Slovenského národního divadla. Základním impulsem pro vznik iniciativy Hlas pre kultúru byl nesouhlas s postupem vlády Slovenska ve věci novostavby SND, zejména s jejím rozhodnutím o dokončení novostavby s pomocí vstupu soukromého investora, o následné změně účelu nové budovy ze sídla Slovenského národního divadla na komerční Národní kulturní a kongresové centrum, ale také změna vlastnického podílu státu, který by fakticky přišel o možnost používat novostavbu pro poskytování služeb ve veřejném zájmu. Rozhodnutím ministra kultury vznikla z aktivních členů Hlasu pre kultúru pracovní skupina (D. Kárová, S. Hroncová, A. Popovič), která vypracovala expertní materiál s návrhem řešení problematiky novostavby SND. Iniciativa byla aktivní také v jiných otázkách, např. při upozornění na zásadní snížení rozpočtu MK Slovenské republiky na rok 2007.

## Kulturní management
Kárová je kulturní manažerkou, která vede nejvýznamnější mezinárodní divadelní festival na Slovensku a podílela se na přípravách a organizacích mnohých kulturních projektů.

### Mezinárodní festival Divadelná Nitra
Festival v roce 1992 založila a od té doby ho vede jako výkonná ředitelka. Na tvorbě hlavního, doprovodného a pracovního programu spolupracuje s kurátory pro zahraniční a slovenský program a s dramaturgem doprovodného programu. Divadelná Nitra je největším mezinárodním divadelním festivalem a jednou z nejvýznamnějších kulturních akcí na Slovensku. Koná se každoročně od roku 1992 koncem září. V hlavním programu představuje průměrně 10 inscenací ze 7 zemí, včetně Slovenska. Součástí doprovodného, pracovního a vzdělávacího projektu jsou desítky akcí z oblasti divadla, hudby nebo výtvarného umění. Divadelná Nitra je nestátní nezisková akce s výrazným veřejně prospěšným charakterem. Propojuje prezentaci zahraničních a slovenských divadelních děl s lokálními a regionálními aktivitami. Uskutečňuje přesahy z divadla do jiných druhů umění, zapojuje do festivalu výstupy osobností společenských a jiných věd, různé komunity, rozvíjí dobrovolnictví a kulturní společenský život ve městě a regionu. Identifikuje se jako mezinárodní platforma na kulturní výměnu, komunikaci a spolupráci, na šíření, ale i výměnu idejí a inspiraci. Programově prezentuje nové témata, nové zvyky a nová jména. Zaměřuje se na umění netradiční, objevné, a tedy i divácky náročnější. Poskytuje prostor pro rozvoj kritického myšlení a veřejného diskurzu (výklad o určitém tématu) na závažná společensko-politická témata. Je místem neformálního vzdělávání a rozvíjí vztahy k umění a ke kultuře. Slouží jako nástroj k aktivizaci místní a regionální kultury, zviditelnění slovenské kultury v zahraniční, jako zprostředkovatel hodnot umění a kultury a zásad kreativní společnosti. Specifikem festivalu je motto každého ročníku, na základě kterého se tematicky formuje program (např. území: étos, 2020; Óda na radost?, 2016; Na co umění?, 2014; Out of normal, 2010). Festival je hlavní aktivitou asociace Divadelná Nitra, v které je předsednice teatroložka a vysokoškolská pedagožka prof. Soňa Šimková.

### Setkání IETM v Bratislavě (2009)
Jarní setkání IETM (International Network for Contemporary Performing Arts) se konalo od 23. do 26. dubna 2009 v Bratislavě. Setkání spoluorganizovala asociace Divadelná Nitra, Slovenské národní divadlo, Divadelný ústav, asociace Bratislava v pohybe Kultúrny kontaktný bod Slovensko. Setkání se konalo v rámci Evropského roku tvořivosti a inovací 2009. Tématem byla kultura a vzdělávání. Součástí programu byly desítky pracovních střetnutí, přednášek, seminářů a diskusí umělců, kulturních manažerů, politiků a veřejnosti, ale také prezentace 25 divadelních inscenací v rámci Festivalu slovenského divadla a tanca. Darina Kárová se podílela na koncepci, programové dramaturgii a organizaci projektu.

## Ocenění
- vyznamenání Francie Rytíř[pozn. 1] Řádu umění a literatury (1998)
- vyznamenání Ruské federace Za přínos k rozvoji přátelství (2005)
- Cena primátora mesta Nitry (2011)
- Cena Literárneho fondu za celoživotné dielo (2015)[33]
- vyznamenání Francie Důstojník[pozn. 2] Řádu umění a literatury (2016)
- Cena mesta Nitry (2016)[34]
- vyznamenání prezidenta Slovenské republiky Řád Ľudovíta Štúra I. třídy za mimořádné zásluhy o rozvoj v oblasti kultury a divadelního umění a za šíření dobrého jména Slovenské republiky v zahraničí (2019)[35]